# Capitonidae
Famille
Les Capitonidae (ou capitonidés en français) sont une famille d'oiseaux sud-américains comprenant deux genres et quatorze d'espèces nommées cabézons.

## Systématique
Dans sa classification version 2.6 (2010), le COI suit les recommandations de l'American Ornithologists' Union (AOU) et sépare les cabézons du groupe des toucans (les Ramphastidae). Les espèces du genre Semnornis forment désormais la famille des Semnornithidae, et les genres Eubucco et Capito forment les Capitonidae. Ces modifications s'appuient sur les travaux et études génétiques de Barker & Lanyon (2000) et de Moyle (2004).

## Liste des genres
D'après la classification de référence (version 5.1, 2015) du Congrès ornithologique international (ordre phylogénique) :
- Capito Vieillot, 1816
- Eubucco Bonaparte, 1850

## Liste des espèces
D'après la classification de référence (version 5.1, 2015) du Congrès ornithologique international (ordre phylogénique) :
- Capito aurovirens – Cabézon oranvert
- Capito wallacei – Cabézon du Loreto
- Capito fitzpatricki – Cabézon du Sira
- Capito maculicoronatus – Cabézon à calotte tachetée
- Capito squamatus – Cabézon à nuque blanche
- Capito hypoleucus – Cabézon à manteau blanc
- Capito dayi – Cabézon du Brésil
- Capito brunneipectus – Cabézon à poitrine brune
- Capito niger – Cabézon tacheté
- Capito auratus – Cabézon doré
- Capito quinticolor – Cabézon à cinq couleurs
- Eubucco richardsoni – Cabézon à poitrine d'or
- Eubucco bourcierii – Cabézon à tête rouge
- Eubucco tucinkae – Cabézon de Carabaya
- Eubucco versicolor – Cabézon élégant